# 言語計画
言語計画（げんごけいかく）とは、言語の獲得、構造、機能配分について他者の行動に影響を与えるための意図的な取り組みをさす。一般的に、言語の用いられ方を変えるための目的、対象、戦略の開発を伴う。政府レベルでは、言語計画は言語政策の形態をとる。多くの国には、
言語計画政策の策定と実施を特に任されている言語統制機関がある。
日本の場合、過去には国語審議会、現在は文化審議会国語分科会が言語計画の策定と実施に当たっている。

## 特徴
「言語政策」という用語はしばしば第三世界の文脈と結び付けられ、近代化と国家建設の一部としての標準的国語を確立するための手段と見なされてきた。実際には、言語政策は近代的現象でもなければ、第三世界に限定されたことでもない。
言語計画は、必ずしも国家レベルで実施されるとは限らない。民族的、宗教的な、または職業的なグループにより行われうる。言語コミュニティが国境により分断されている場合には、言語政策は(政府または非政府レベルでの)一つ以上の国や国際的または地域的な団体や会議を巻き込みうる。
国際SILは、(アメリカに本部がある)国際的組織であり、特に無文字言語の人々のための、世界中の少なからぬ言語計画に関わっている。
言語計画は、下から来ることもある。例えば、フェミニストの草の根グループが組織したアメリカにおける非性差別言語運動や、西アフリカにおけるンコ文字運動が挙げられる。

## カテゴリ
言語計画は、3つの面に分けることができる。

### コーパス計画
コーパス計画は、言語の形態に対する規範的な介入を指す。これは、新しい単語や表現の創造、古い単語や表現の変更、代替的な形態の選択により達成される。コーパス計画の目的は、新たな言語資源を開発することにある。行政や教育などに必要な専門用語に満ちた、近代的な話題や会話の形態のためのコミュニケーションの手段として相応しいものにするためにである。コーパス計画は、しばしば言語の標準化と関わりを持っており、ある言葉のコミュニティの話者や筆者を手引きするための規範的正書法や文法や辞書を含む。言語純化主義や外来語排除の取り組み(固有語#言語純化運動と借用語論を参照)や、綴り字改革、新たな書記体系の導入(トルコ語の文字改革を参照)も、コーパス計画に属する。以前無文字だった言語では、コーパス計画の第一歩は書記体系の開発である。

### 位置付け計画
位置づけ計画とは、ある言葉のコミュニティでの言語の機能や識字を配分するための意図的な取り組みを指す。地位の選択や、特定の言語や変種を公用語や国語にすることなどを含む。しばしば、ある言語や方言を威信ある方言に上昇させることを含む。これによりは競合する方言は犠牲になりうる。位置づけ計画は、しばしば新しい書記体系の創造の一部である。位置づけ計画は、言語政策の最も議論になりやすい一面である。(言語政策を参照)

### 言語習得計画
言語習得計画は、国語であれ第二言語や外国語であれ、言語の学習と教授に関わる。それを学ぶ機会やインセンティブを作ることによる、使用者数や言語やリテラシーの分配に影響する取り組みを含む。このような取り組みは、同化政策や文化多元主義に基づくことがある。言語習得計画は、言語普及と直接的に関係する。言語習得計画は通常、国家政府、地域政府、または地方自治体や組織の役割である。例えばブリティッシュ・カウンシル(イギリス)、 アリアンス・フランセーズ(フランス)、セルバンテス文化センター(スペイン)、ゲーテ・インスティトゥート(ドイツ)、ダンテ・アリギエーリ協会(イタリア)、カモンイス院(ポルトガル)、孔子学院(中国)などは、とても活発に国際的にそれぞれの言語の教育を推し進めている。